# Lepidoteuthis grimaldii
Lepidoteuthis grimaldii (Joubin, 1895) è un cefalopode decapode, unico appartenente al genere Lepidoteuthis e alla famiglia Lepidoteuthidae.

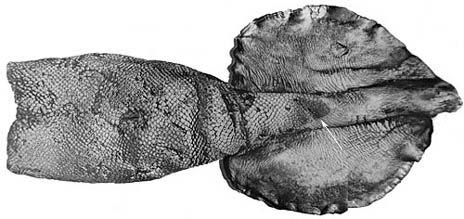
Olotipo di L. grimaldii

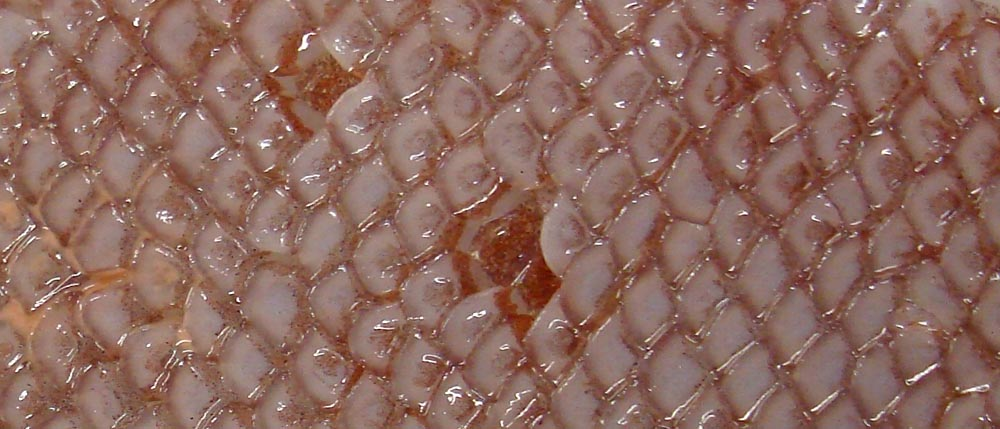
Particolare dei cuscinetti dermici simili a scaglie

## Distribuzione e habitat
Sembra che la specie sia cosmopolita negli oceani tropicali e subtropicali, è stata rilevata in località sparse in tutti gli oceani. Le paralarve e i giovanili vengono talvolta catturati in acque meno profonde di 700 metri, l'habitat degli adulti è meno noto anche perché tutti gli individui adulti noti sono stati trovati nello stomaco di pesci o cetacei predatori e non pescati direttamente. Si ritiene che L. grimaldii sia una specie meso e batipelagica diffusa fino a circa 2000 metri di profondità.

## Descrizione
La caratteristica più evidente di L. grimaldii è la presenza sul mantello di formazioni cutanee poligonali dall'aspetto simile a quello delle scaglie dei pesci; nonostante l'aspetto non si tratta di vere scaglie ma di strutture vacuolizzate prive di substrato osseo definite "cuscinetti dermici". I cuscinetti dermici si sovrappongono leggermente e hanno dimensioni fino a 12 mm nei cefalopodi adulti; sono assenti sulle pinne, sulla testa, sulle braccia e in una piccola area ventrale del mantello. Le braccia portano una doppia fila di ventose le quali portano alcuni lunghi denti a punta acuta. I tentacoli sono assenti negli adulti e poco sviluppati nei giovanili e nelle paralarve, in essi portano 6-8 ventose sulla clava tentacolare, che è poco sviluppata. Le pinne sono ovali, grandi e disposte all'apice posteriore del mantello. Il gladio è sottile. Sono assenti i fotofori e i maschi sono privi di ectocotile ma sono provvisti di due uncini lunghi ed evidenti alla base del secondo paio di braccia.
Il mantello raggiunge 1 metro di lunghezza.

## Biologia
Si sa pochissimo sulla biologia di questo cefalopode.

### Sviluppo
Come in tutti i cefalopodi non è presente uno stadio larvale vero e proprio. I giovanili appena schiusi sono tuttavia diversi dagli adulti e vengono definiti paralarve: in esse sono presenti i tentacoli e la pelle è coperta di papille che si trasformeranno nei cuscinetti dermici degli adulti.

### Predatori
Viene predato da capodogli, Alepisaurus, tonni, Aphanopus carbo, delfini, globicefali e squali abissali.

## Tassonomia
Il genere Pholidoteuthis ha formazioni simili ai cuscinetti dermici ma sembra non essere correlato a Lepidoteuthis.